# Досьє на 51-го
«Досьє на 51-го» (фр. Le Dossier 51) — франко-німецька кримінальна драма, поставлена у 1978 році режисером Мішелем Девілем. Прем'єра фільму відбулася 21 травня 1978 на 31-му Каннському кінофестивалі, де він брав участь у програмі Особливий погляд. У 1979 році фільм було номіновано у 4-х категоріях на отримання премії «Сезар», у двох з яких він отримав перемогу — за найкращий сценарій та найкращий монтаж .

## Синопсис
В одній з великих міжнародних торговельних організації відбуваються кадрові зміни. Неназвана секретна служба позбулася там своєї агентури. Потрібні нові інформатори. Високопоставлені шпигуни зупиняють свій вибір на французькому дипломатові Домініку Офалі (Франсуа Марторе). Прийнято рішення завербувати його шляхом шантажу. Розробляється широкомасштабна операція за участю десятків агентів. У пошуках слабких сторін дипломата, засобів впливу для майбутнього вербування, група експертів секретної служби обплутує його павутиною стеження, прослуховуванням телефонних розмов. Поступово формується досьє на мосьє Офаля, що входить до списку потенційної агентури під номером 51.

## У ролях
| Франсуа Марторе  | ···· | Домінік Офаль, дипломат, «51-й»    |
| Клод Марко       | ···· | Ліліан Офаль, його дружина, «52-а» |
| Філіпп Руле      | ···· | Філіп Ласкар, «52-біс»             |
| Наталі Жюве      | ···· | Маргарита Марі                     |
| Роже Планшон     | ···· | Ескулап № 1                        |
| Франсуаза Люгань | ···· | мадам Офаль                        |
| Франсуаза Белья  | ···· | Сільвія Моріа                      |
| Патрік Шене      | ···· | агент «Адес»                       |
| Женні Клев       | ···· | агент 747, економка «51-го»        |
| Жан Мартен       | ···· | агент «Венера»                     |
| Ута Тегер        | ···· | Ескулап № 2                        |
| Жан Дортреме     | ···· | Ескулап № 3                        |
| Данієль Мегіш    | ···· | Ескулап № 4                        |
| Кристоф Малавуа  | ···· | агент 8956                         |
| Мішель Омон      | ···· | агент «Марс» (голос)               |

## Визнання
| Нагороди та номінації фільму «Досьє на 51-го» | Нагороди та номінації фільму «Досьє на 51-го»                           | Нагороди та номінації фільму «Досьє на 51-го»                           | Нагороди та номінації фільму «Досьє на 51-го»                           | Нагороди та номінації фільму «Досьє на 51-го» | Нагороди та номінації фільму «Досьє на 51-го» |
| Рік                                           | Нагорода                                                                | Категорія                                                               | Номінант                                                                | Результат                                     |                                               |
| --------------------------------------------- | ----------------------------------------------------------------------- | ----------------------------------------------------------------------- | ----------------------------------------------------------------------- | --------------------------------------------- | --------------------------------------------- |
| 1978                                          | Чиказький міжнародний кінофестиваль                                     | Гран-прі Золотий Х'юго                                                  | Досьє на 51-го                                                          | Номінація                                     |                                               |
| 1978                                          | Міжнародний кінофестиваль у Сан-Себастьяні                              | Срібна мушля                                                            | Мішель Девіль                                                           | Перемога                                      |                                               |
| 1979                                          | Премія «Сезар»                                                          | Найкращий фільм                                                         | Досьє на 51-го                                                          | Номінація                                     |                                               |
| 1979                                          | Премія «Сезар»                                                          | Найкраща режисерська робота                                             | Мішель Девіль                                                           | Номінація                                     |                                               |
| 1979                                          | Премія «Сезар»                                                          | Найкращий оригінальний або адаптований сценарій                         | Жиль Перро, Мішель Девіль                                               | Перемога                                      |                                               |
| 1979                                          | Премія «Сезар»                                                          | Найкращий монтаж                                                        | Раймон Гуйо                                                             | Перемога                                      |                                               |
| 1979                                          | Приз Французького синдикату кінокритиків за найкращий французький фільм | Приз Французького синдикату кінокритиків за найкращий французький фільм | Приз Французького синдикату кінокритиків за найкращий французький фільм | Перемога                                      |                                               |